# Rastrelliger faughni
Rastrelliger faughni es una especie de peces de la familia Scombridae en el orden de los Perciformes.

## Morfología
• Los machos pueden llegar alcanzar los 20 cm de longitud total.

## Distribución geográfica
Se encuentra desde la India hasta Fiyi y Taiwán.